# عربة قزحيا

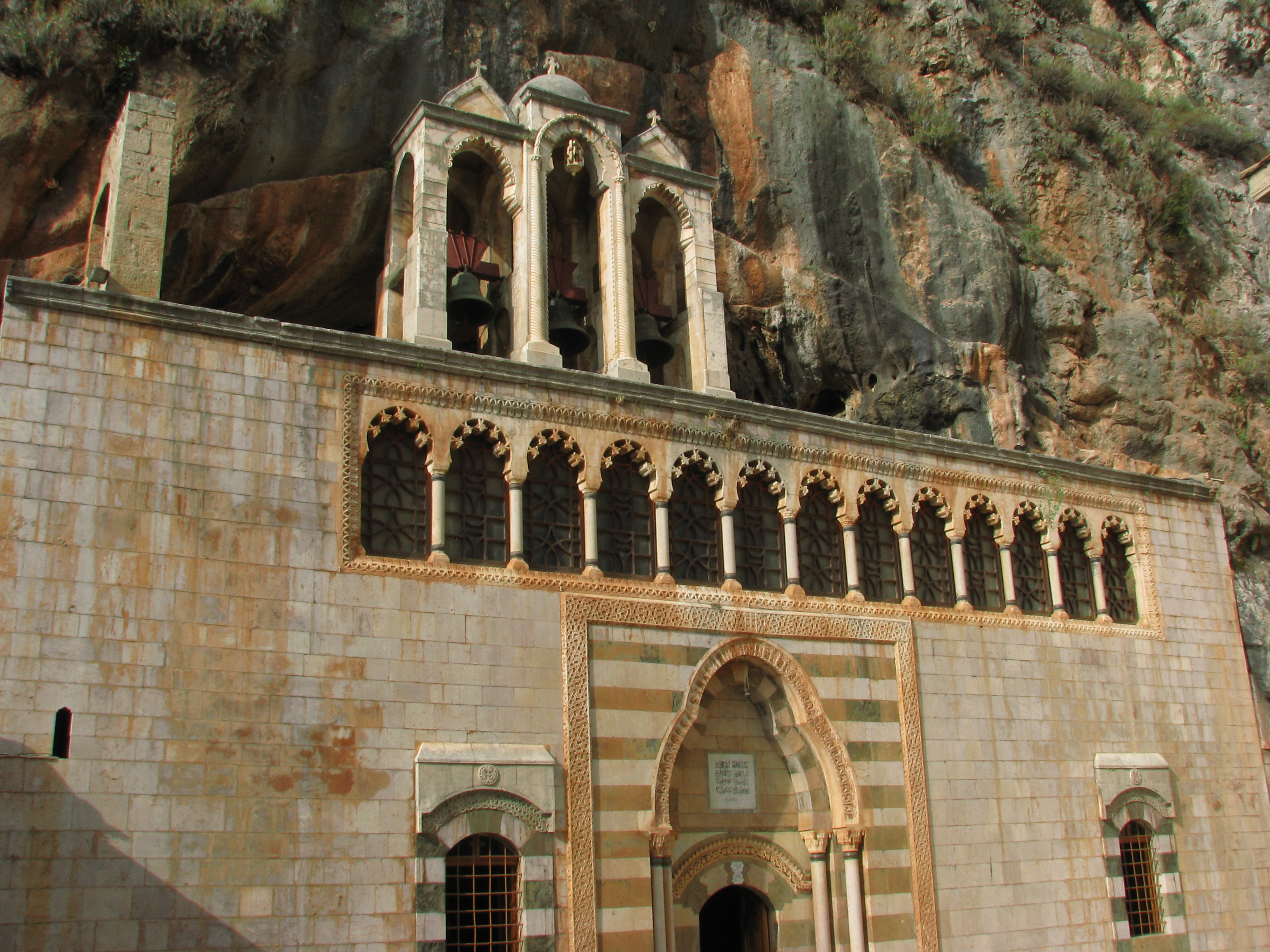
كنيسة سانت أنطون في قرية عربة قزحيا في لبنان

عربة قزحيا هي إحدى القرى اللبنانية من قرى قضاء زغرتا في محافظة الشمال.